# Luna de octubre
Luna de octubre es una película coproducción de Brasil, Uruguay y Argentina filmada en colores dirigida por Henrique De Freitas Lima según el guion de Alfredo Sirkis basado en relatos de Mario Arregui que se estrenó el 30 de agosto de 2001. Fue presentada como la "primera producción conjunta del Mercosur".

## Sinopsis
Ambientada en Río Grande del Sur, Brasil, en 1924, después de la Guerra Civil Gaúcha que enfrentó a chimangos y maragatos, esto es federalistas y republicanos, un capitán recibe tierras en la región cercana a Uruguay y un caudillo local se opone.

## Reparto
Participaron del filme los siguientes intérpretes:
- Edison Acri Aguirre...	Sereno
- Sirmar Antunes...Juan Bispo
- María Luisa Benítez...Gorda Maria
- Pilly Calvin...Remédios
- José Vitor Castiel...	Turco Tufic
- Patsy Cecato...	Doralice
- Alberto de Mendoza	...Marcial Lopes
- Colmar Duarte	...	Lourival
- Nico Fagundes...Miranda
- Giovana Figueiredo... Das Graças
- Rodrigo Freire...Lino
- Cristiane Freitas... Mercedes
- Isabel Ibias...Leonor Lopes
- Elena Lucena...Bruja Viviana
- Tony Middleton...David Greenstreet
- Néstor Monasterio...	Serafin
- Lóri Nelson... Olegário
- Thiago Real... Marcial Chico
- Beatriz Rico...Niña Leonor
- Sergio Rojas...	Horácio
- Laurinda Severo...	Madre Superiora
- Paulo Silva...	Nicodemo Carrion
- Oscar Simch...	Juvencio Pazos
- Marcos Winter	...Pedro Arzábal

## Comentarios
Fernando López en La Nación escribió:

”…Además de exponer esta historia dramática, el film busca describir el paisaje y la vida cotidiana en la pampa de Rio Grande do Sul… a falta de imaginación hay en este costado documental alguna espontaneidad que compensa…En el terreno de la ficción, los resultados son menos alentadores, no tanto por las irregularidades del guión, que son muchas e indisimulables, como por la escualidez de la puesta en escena, la escasa fluidez narrativa y la falta de guía de un elenco que se las arregla como puede...Hay mejores resultados en otros rubros: la fotografía…o la música que acompaña los paseos por el paisaje y pasa revista a todos los ritmos que son comunes a los tres países comprometidos en la producción.”

Sebastián Montagna en el sitio web leedor.com opinó:

”La historia, escasa de emoción y contenido dramático, se logra descifrar con demasiada facilidad y…no entretiene ni al más fanáticos de los telúricos”

## Premios y nominaciones
- Asociación de Cronistas Cinematográficos de la Argentina, Premios Cóndor de Plata 2002
- Alfredo Sirkis, Mariangela Grando y Henrique de Freitas Lima nominados  al Premio al Mejor Guion Adaptado